# ジェイ・エレクトロニカ
ジェイ・エレクトロニカ（Jay Electronica、本名: Timothy Elpadaro Thedford、1976年9月19日 - ）は、アメリカ合衆国ルイジアナ州ニューオリンズ出身のラッパー、ソングライター、音楽プロデューサー、ヒップホップミュージシャン。
2007年のデビュー・ミックステープ『Act I: Eternal Sunshine (The Pledge)』で注目されるようになり、2010年にジェイ・Zのレコード・レーベルRoc Nationと契約を結ぶ。2020年にデビュー・アルバム『A Written Testimony』をリリース、同年に長らく期待されていたミックステープ『Act II: The Patents of Nobility (The Turn)』もリリースした。

## 来歴

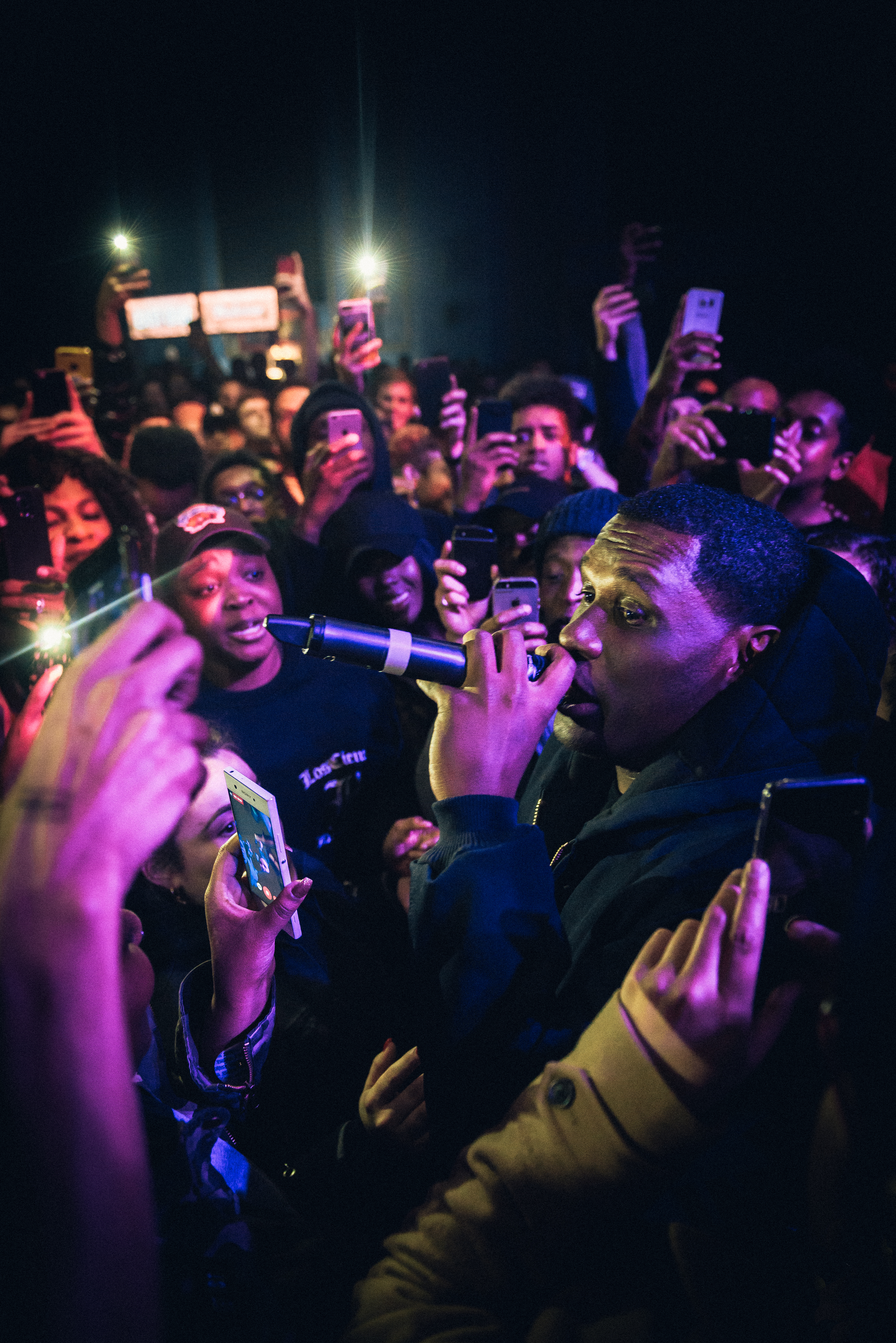
ライブでのJay Electronica（2018年）

ジェイ・エレクトロニカは、LL・クール・Jに影響を受け10歳でラップを始める。彼はニューオーリンズのマグノリア・プロジェクトで育ち、セント・オーガスティン高校に通っていた。
1990年代後半、ニューヨークに移住するつもりで若くしてニューオーリンズを離れたが、途中でアトランタに居着く。
2007年、初のミックステープ『Act I: Eternal Sunshine (The Pledge)』をMySpaceを通じてリリースする。この作品の成功で広く知られるようになり、レコード会社の争奪戦の末にRoc Nationと契約した。ファンや批評家はデビューアルバムを期待していたが、その後10年間の作品はいくつかのコラボレーションと僅かなソロ曲のみだった。
2020年2月7日、ジェイ・エレクトロニカはTwitterで40日間かけてレコーディングしたアルバムの完成を発表した。3月13日、デビューアルバム『A Written Testimony』がリリースされた。アルバムは第63回グラミー賞で最優秀ラップ・アルバム賞にノミネートされた。
2020年10月5日、ジェイ・エレクトロニカはミックステープ『Act II: The Patents of Nobility (The Turn)』のリリースを発表した。この作品はTidal限定でストリーミング配信された。

## 人物

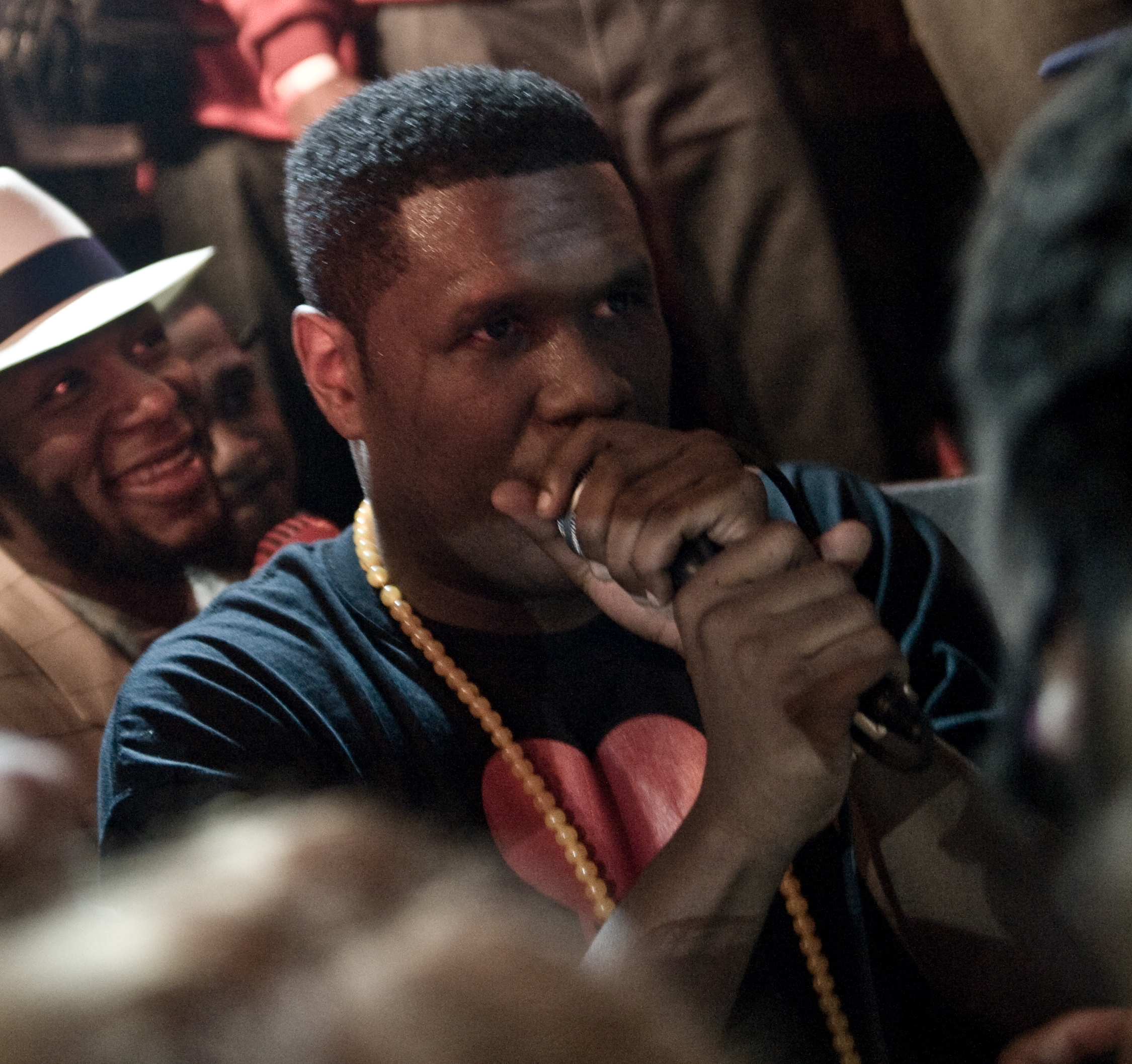
ライブでのJay Electronica（2010年）

### 家族と交際歴
ジェイ・エレクトロニカはエリカ・バドゥと5年間交際しており、2人の間には2009年に生まれた娘がいる。
ジェイ・エレクトロニカはベン・ゴールドスミスの妻と不倫関係にあり、結果ゴールドスミスは離婚している。

## ディスコグラフィ
主なアルバムとミックステープ
- Act I: Eternal Sunshine (The Pledge) (2007年)
- A Written Testimony (2020年)
- Act II: The Patents of Nobility (The Turn) (2020年)